# Jean Graff

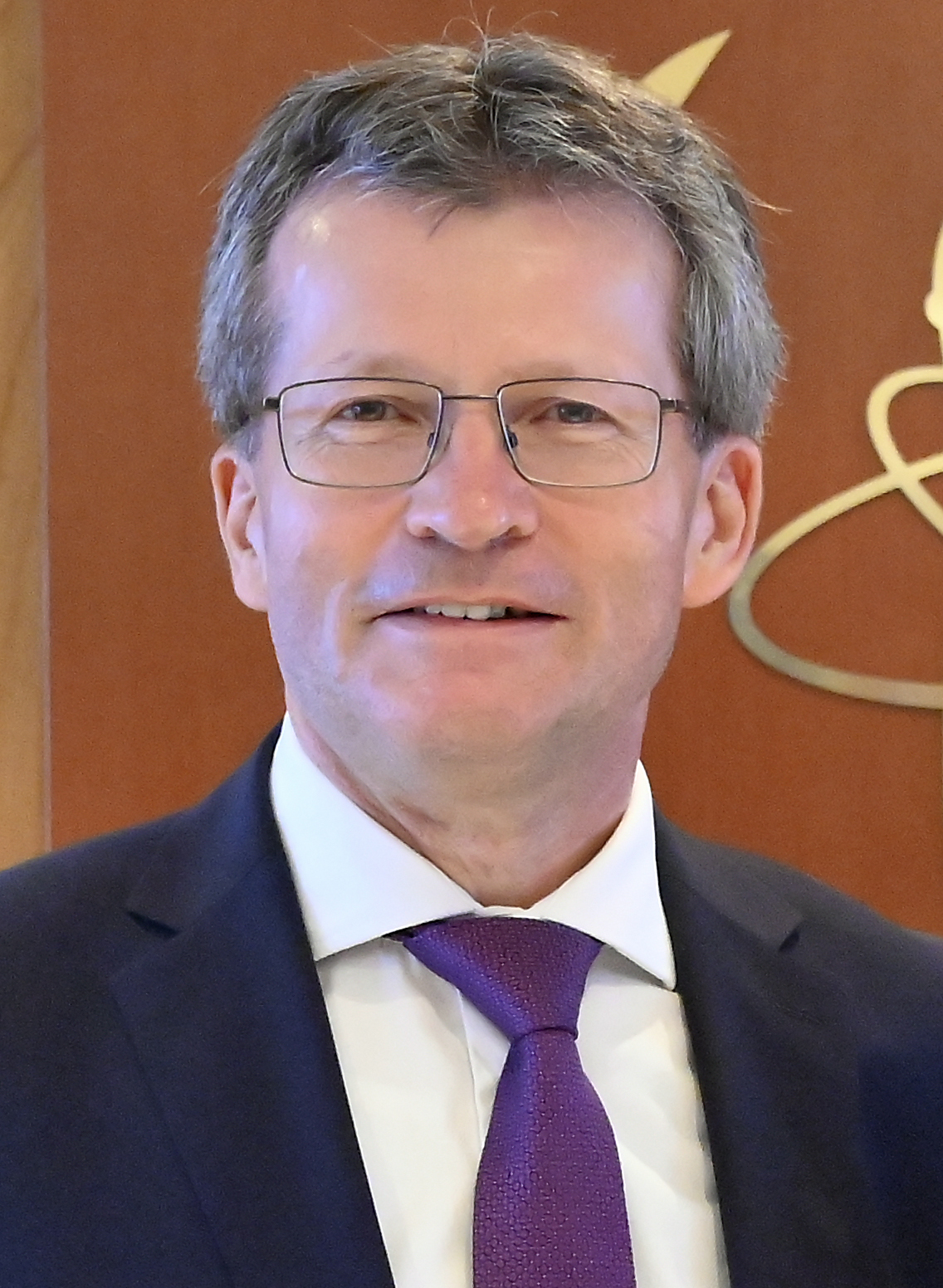
Jean Graff, 2022

Jean Graff (* 24. September 1964 in Luxemburg) ist ein luxemburgischer Diplomat.

## Leben
Jean Graff studierte an der Universität Nancy Betriebswirtschaft und schloss 1987 mit einem Magister ab.
1987 trat er in den Dienst des luxemburgischen Bildungsministeriums ein. 1989 wechselte Graff ins Außenministerium und arbeitete als Legationsattaché im Referat für europäische Angelegenheiten und internationale Wirtschaftsbeziehungen. 1993 wurde er nach Brüssel in die Ständige Vertretung Luxemburgs bei der Europäischen Union entsandt, wo er bis 1995 blieb. Anschließend folgte New York City, wo Graff von 1995 bis 2001 als Generalkonsul und als Direktor des Luxembourg Trade & Investment Office tätig war.
2002 wurde Graff luxemburgischer Botschafter in den Niederlanden mit Dienstsitz in Den Haag. Außerdem war er Ständiger Vertreter bei der Organisation für das Verbot chemischer Waffen. 2008 kehrte er zurück nach Luxemburg und übernahm dort bis 2013 den Posten des Direktors des Referats für europäische Angelegenheiten und internationale Wirtschaftsbeziehungen. Zudem war er Vertreter des Staates Luxemburg im Verwaltungsrat der SNCI (Nationale Gesellschaft für Kredit und Investitionen), der Luxair Group sowie im Office du Ducroire.
2013 wurde Graff luxemburgischer Botschafter in Madrid für Spanien und Andorra. Im September 2017 wechselte er als Botschafter nach Deutschland an die Luxemburgische Botschaft in Berlin. 
Nach Berlin folgte Wien, wo Graff seit 2022 als Botschafter in Österreich fungiert, mit Ko-Akkreditierung für Ungarn, die Slowakei und Slowenien. Des Weiteren ist er Ständiger Vertreter von Luxemburg bei den Vereinten Nationen und den anderen internationalen Organisationen in Wien sowie Ständiger Vertreter Luxemburgs bei der OSZE. 

## Persönliches
Jean Graff ist verheiratet und Vater zweier Kinder. Er spricht neben Luxemburgisch auch Deutsch, Englisch, Französisch, Niederländisch und Spanisch.

## Auszeichnungen
- Jean Graff wurde mit dem Komturkreuz im Verdienstorden des Großherzogtums Luxemburg und dem Großkreuz im Orden von Oranien-Nassau des Königreichs der Niederlande ausgezeichnet.
- 2023 wurde Graff das Große Verdienstkreuz des Verdienstordens der Bundesrepublik Deutschland verliehen.